# Arnhemse Terracottafabriek
De Arnhemse Terra-Cotta-Fabriek werd opgericht in 1853 en ze heeft bestaan tot ca. 1895. Eigenaar was J.C. Stoeller. Kantoor en magazijn waren gevestigd aan het Roermondsplein nr. 1 en 2. De werkplaatsen bevonden zich aan de Rijnkade nr 20.
De fabriek produceerde naast eenvoudige bouwonderdelen als buizen en tegels, bloempotten en vazen. Wat later specialiseerde het bedrijf zich in bouwornamenten zoals te vinden in het Arnhemse postkantoor (1888-1889). De fabriek bezat daarnaast een agentuur voor de verkoop van "Engelse, Franse en Belgische hardegebakken, verglaasde en Portland cement tegels voor de bekleding van vloeren en wanden". Verder hield men zich in de fabriek bezig met het beschilderen en inbranden van porselein-decoraties. In de korte tijd van haar bestaan werd de fabriek, op tentoonstellingen, meerdere malen onderscheiden voor haar producten met bronzen en zilveren medailles.